# Allan K. Jepsen
Allan Kierstein Jepsen (født 4. juli 1977 i Kolding), er en tidligere dansk professionel fodboldspiller, der normalt spillede som venstre back. Han har været hjælpetræner for AGF og AaB i Superligaen og blev den 24. oktober 2020 ansat som hovedtræner for den færøske klub NSÍ Runavík.

## Fodboldkarriere
Allan K. Jepsen har har spillet i AC Horsens, AGF, AaB, Randers FC og tyske Hamburger SV. Han har spillet to landskampe for Danmark.